# Kniepertie
Kniepertie (ou knijpertje, kniepertje, knieperkie e iezerkoekie) é um tipo de waffle duro, doce e fino, originário do leste dos Países Baixos. O alimento é tradicionalmente consumido durante as celebrações de ano-novo nas regiões de Drenthe, Groninga e Overissel.
O kniepertie pode ser servido plano ou enrolado como um cilindro oco.

## História
Knieperties eram tradicionalmente preparados em formas especiais de ferro forjado, conhecidas como knijpijzer; hoje em dia, é mais comum o uso de ferros de waffle elétricos.
De acordo com a tradição regional das províncias holandesas de Drenthe e Overissel, os waffles são servidos planos durante o mês de dezembro e enrolados em formato de cilindro no dia de ano-novo, sob o nome de nieuwjaarsrolletje (ou, simplesmente, rolletje ou rollegie). A ideia por trás da tradição é que, em dezembro, o ano já teria se desenrolado completamente; e, em janeiro, ele é um recém-nascido enrolado em seus panos. 
A receita é similar ao krumkake norueguês, que também pode ser servido plano ou enrolado. As formas para preparar krumkake são decoradas com motivos como brasões ou padrões florais.

## Características e preparação

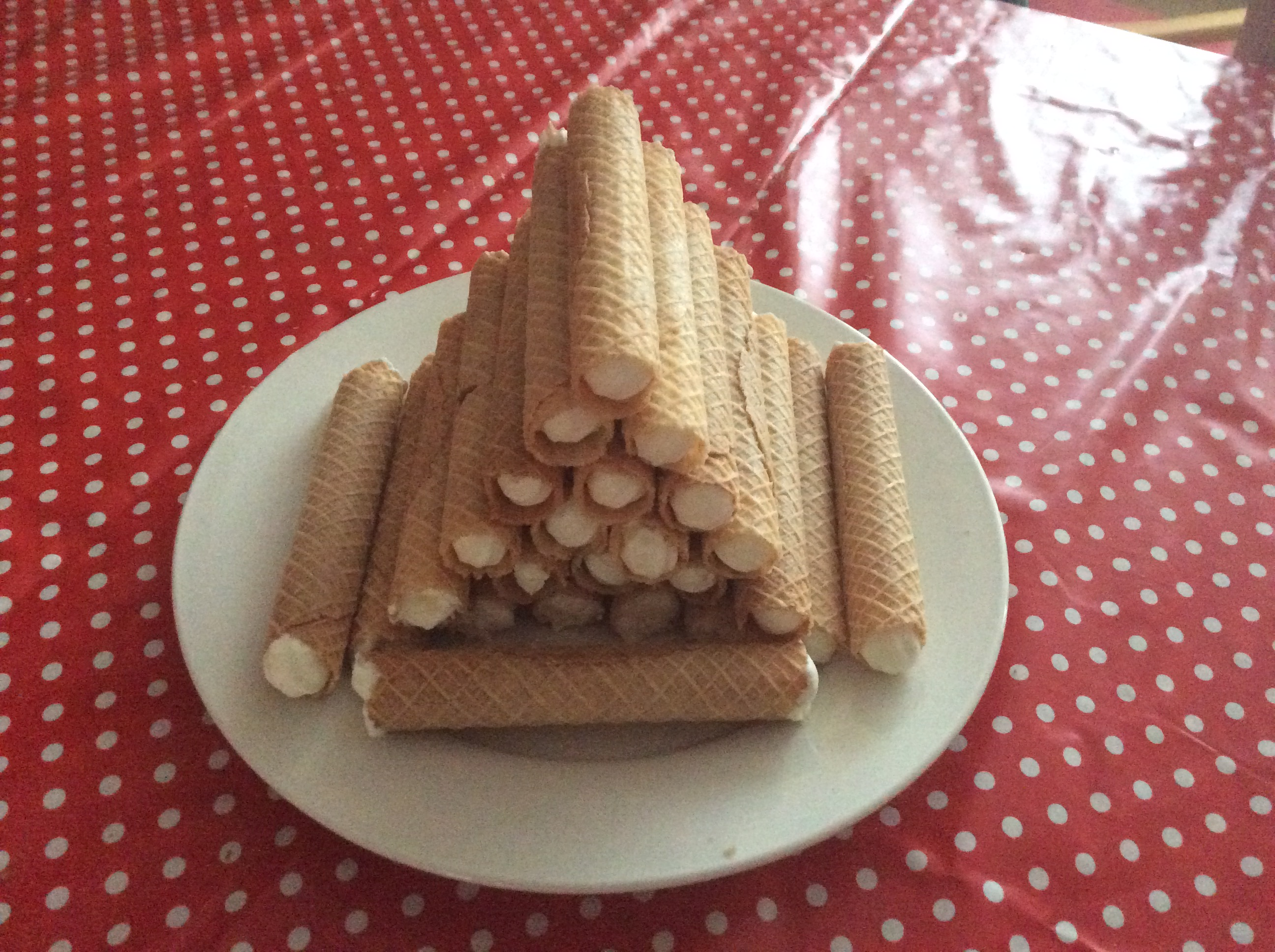
Nieuwjaarsrolletjes, recheados com chantili.

O kniepertie é feito a partir de uma massa simples, composta de farinha, açúcar, ovo, manteiga e baunilha. Outros ingredientes podem ser utilizados pra aromatizar, como sementes de anis, canela e jenever.
A receita pode ser servida no formato de waffles planos ou cilíndricos. No caso dos cilindros, a massa, que fica oca e crocante, é tipicamente recheada com chantilly. Apesar da diferença de forma, ambos tipos são preparados utilizando o mesmo ferro de waffle.
A massa dos kniepertien planos leva menos manteiga do que a dos rolletjes, resultando em uma massa sólida. Essa massa é enrolada em pequenas bolas que são então colocadas em um ferro de waffle e prensadas. Depois de alguns minutos, o kniepertie dourado é retirado e colocado para esfriar. A massa pronta é frequentemente deixada para se firmar na geladeira por 24 horas antes de ser assada.
Os rolletjes são feitos de uma massa mais líquida, preparada com maior teor de manteiga, que é derramada sobre o ferro. Após um curto período de tempo, ela é rapidamente enrolada em torno de uma vara de madeira; isso pode ser feito ainda sobre o ferro, ou sobre uma superfície qualquer. Depois de esfriar, é comum que a massa seja recheada com creme chantili.